# Periscyphops nigricans
Periscyphops nigricans är en kräftdjursart som beskrevs av Schmoelzer 1974. Periscyphops nigricans ingår i släktet Periscyphops och familjen Eubelidae. Inga underarter finns listade i Catalogue of Life.